# サンドラ・ドロシー
サンドラ・ドロシー（Sandra Dorsey、1939年9月28日 - 2023年9月26日）は、アメリカ合衆国の女優。

## 出演作品
- Sleepaway Camp III: Teenage Wasteland